# لويس كارلوس بيريا
لويس كارلوس بيريا (بالإسبانية: Luis Carlos Perea)‏ (مواليد 29 ديسمبر 1963) هو لاعب كرة قدم. يلعب مع منتخب كولومبيا لكرة القدم. سبق له أن لعب في كأس العالم لكرة القدم مع منتخب بلاده.

## روابط خارجية
- لويس كارلوس بيريا على موقع الاتحاد الدولي (مؤرشف)  (الإنجليزية)
- لويس كارلوس بيريا على موقع قاعدة بيانات كرة القدم.إي يو (الإنجليزية)
- لويس كارلوس بيريا على موقع ناشيونال فوتبول تيمز (الإنجليزية)
- لويس كارلوس بيريا على موقع عالم كرة القدم.نت (الإنجليزية)